# Ashima Shiraishi
Ashima Shiraishi (白石 阿島, Shiraishi Ashima) est une grimpeuse américano-japonaise née à New York le 3 avril 2001. Elle est spécialisée dans l'escalade sportive (falaise et compétition), et en bloc.
Elle a été surnommée la "phénomène du bloc" par le New York Times,. Elle est la plus jeune personne ayant réalisé un bloc coté V13, 8B en cotation bleau, à l'âge de 10 ans, avec Crown of Aragorn à Hueco Tanks,. En 2015, elle est la première grimpeuse à réaliser une voie 9a+. En 2016, elle réalise le premier bloc féminin 8C.

## Biographie
Issue de parents japonais ayant émigré aux États-Unis en 1978, elle est née à New York et commence à grimper à Central Park sur le Rat Rock, un rocher, en 2006,. En novembre 2006, elle est inscrite au Manhattan Plaza Health Club. Elle est entrainée par Obe Carrion. En 2009, à Hueco, elle résout The Power of Silence, un problème coté V10. En mars 2011, à Hueco, elle résout Chbalanke, V12 et Roger in the Shower, V11. À l'automne 2011, à Red River Gorge (en), elle escalade à vue The Return of Darth Moll, coté 5.13b/c et après travail, Swingline (5.13d). En 2011, Sender Films a réalisé un film, en 2011, nommé Obe and Ashima. En août 2012, en Afrique du Sud, elle flashe Black Demon, V11, première ascension féminine, réalise Cheek Bone, V10, Steady Plums Direct, V13 et la première ascension féminine de In Search of New Sound. En octobre 2012, à Red River Gorge, elle flashe Omaha Beach, 8b+ et réalise God's Own Stone un 8b/8b+. Elle réalise aussi Southern Smoke, un 8c+/5.14c. À l'âge de 11 ans, elle est la plus jeune personne réalisant cette performance.
En juillet 2014, Ashima réalise un V14 (8B+ en cotation Bleau) Golden Shadow, à Rocklands, en Afrique du Sud. Elle est la deuxième femme à réaliser un bloc de cette difficulté. Début 2015, Ashima réalise son second V14, The Swarm. Elle est la première à réaliser ce bloc.
À l'âge de 13 ans, Ashima réalise un 9a+/5.15, Open Your Mind Direct à Santa Linya, en Espagne. Si la cotation est confirmée, elle est la plus jeune personne à réaliser une voie de cette difficulté et la première femme à réaliser une voie de cette difficulté,.
Le 7 juillet 2016, Ashima Shiraishi est victime d'un accident d'escalade lors d'un entraînement en salle en Géorgie. Son père, qui l'accompagnait et l'assurait, a commis une erreur d'assurage sur son Grigri, ce qui a eu pour conséquence la chute de la grimpeuse japonaise sur une hauteur de 45′ 0″ (13,72 m). Immédiatement transportée à l'hôpital en ambulance, elle reste plusieurs heures en soins intensifs au bloc d'opérations, avant d'en sortir durant la nuit. Son agent, Jonathan Retseck, a indiqué que Ashima Shiraishi allait bien malgré une douleur au dos, zone particulièrement touchée. La grimpeuse ne sait toujours pas si elle sera à la hauteur pour les Speed Youth Climbing Championships (les championnats d'escalade de vitesse Jeunes) pour lesquels elle s'entraîne à la suite de son accident, mais espère tout de même y participer. Jonathan Retseck a ajouté : « Elle est restée la même Ashima […] excitée comme jamais ».

## Palmarès

### Championnats panaméricains
- 2018 à Guayaquil,  Équateur
  -  Médaille d'or en difficulté
  -  Médaille d'argent en bloc

## Filmographie
- 2011, Obe and Ashima par Sender Films[8]
- 2023, A Line, Alone par Ivan Le Pays et Théo Sanchez

## Sponsors
- Blue Water[1]
- Evolv[1]
- Petzl[18]
- The North Face[19]
- Clif Bar[15]
- Arc'teryx[20]